# Implikacja ścisła
W logice ścisły tryb warunkowy (symbol: {\displaystyle \Box ,} lub ⥽) jest implikacją zarządzaną przez operator modalny, czyli spójnik logiki modalnej. Jest logicznie równoważny warunkowi materialnemu logiki klasycznej, połączonemu z operatorem konieczności z logiki modalnej. Dla dowolnych dwóch zdań p i q wzór p → q mówi, że p materialnie implikuje q podczas gdy {\displaystyle \Box (p\to q)} mówi, że p ściśle implikuje q. Ścisłe implikacje są wynikiem próby Clarence’a Irvinga Lewisa znalezienia implikacji dla logiki, który może odpowiednio wyrazić tryb warunkowy w języku naturalnym. Były również używane do studiowania teologii molinowskiej.

## Unikanie paradoksów
Ścisłe implikacje mogą uniknąć paradoksów implikacji materialnych. Na przykład następujące stwierdzenie nie jest poprawnie sformalizowane pod względem implikacji materialnych:
Jeśli Bill Gates ukończył medycynę, to Elvis nigdy nie umarł.
Ten warunek powinien być oczywiście fałszywy: stopień Billa Gatesa nie ma nic wspólnego z tym, czy Elvis wciąż żyje. Jednak bezpośrednie kodowanie tej formuły w logice klasycznej przy użyciu implikacji materialnych prowadzi do:
Bill Gates ukończył medycynę → Elvis nigdy nie umarł.
Ta formuła jest prawdziwa, ponieważ ilekroć poprzednik A jest fałszywy, formuła A → B jest prawdziwa. Formuła ta nie jest zatem adekwatnym tłumaczeniem języka naturalnego. Kodowanie przy użyciu ścisłego warunku to:
{\displaystyle \Box } (Bill Gates ukończył medycynę → Elvis nigdy nie umarł.)
W logice modalnej ta formuła oznacza (z grubsza), że w każdym możliwym świecie, w którym Bill Gates ukończył medycynę, Elvis nigdy nie umarł. Ponieważ łatwo można sobie wyobrazić świat, w którym Bill Gates jest absolwentem medycyny, a Elvis nie żyje, ta formuła jest fałszywa. Formuła ta wydaje się więc być poprawnym tłumaczeniem zdania z języka naturalnego.

## Problemy
Chociaż ścisła implikacja jest znacznie bliższa wyrażenia implikacji w języku naturalnym niż implikacja materialna, ma swoje własne problemy z następnikami, które są koniecznie prawdziwe (takie jak 2 + 2 = 4) lub poprzednikami, które są koniecznie fałszywe. Na przykład następujące zdanie nie jest poprawnie sformalizowane przez ścisły tryb warunkowy:
Jeśli Bill Gates ukończył medycynę, to 2 + 2 = 4.
Używając ścisłej implikacji, to zdanie jest wyrażone jako:
{\displaystyle \Box } (Bill Gates ukończył medycynę → 2 + 2 = 4)
W logice modalnej ta formuła oznacza, że w każdym możliwym świecie, w którym Bill Gates ukończył medycynę, utrzymuje się, że 2 + 2 = 4. Ponieważ 2 + 2 jest równe 4 we wszystkich możliwych światach, ta formuła jest prawdziwa, chociaż nie wydaje się, aby zdanie z języka naturalnego było prawdziwe. Podobna sytuacja powstaje w przypadku 2 + 2 = 5, co z konieczności jest fałszywe:
Jeśli 2 + 2 = 5, to Bill Gates ukończył medycynę.
Niektórzy logicy postrzegają tę sytuację jako wskazującą, że ścisła implikacja jest nadal niezadowalająca. Inni zauważyli, że ścisła implikacja nie może odpowiednio wyrazić kontrfaktycznych implikacji i że nie spełnia pewnych właściwości logicznych. W szczególności implikacja ścisła jest przechodnia, podczas gdy warunek alternatywny nie.
Niektórzy logicy, tacy jak Paul Grice, używali implikatury konwersacyjnej, aby argumentować, że pomimo widocznych trudności implikacji materialnej jest odpowiednia jako tłumaczenie języka naturalnego „jeżeli... to”... Inni wciąż zwrócili się ku logice istotności, aby zapewnić związek między poprzednikiem a następnikiem możliwych do udowodnienia okresów warunkowych.